# 鶴嶋乃愛
鶴嶋乃愛（日语：／ Noa Tsurushima，2001年5月24日—），日本模特兒、女演員。出身於日本高知縣，所屬經紀公司為奧斯卡傳播。身高164公分，血型B型。

## 經歷
2013年，參加雜誌「Pichilemon」所舉辦的模特兒甄選活動，第21回「ピチモオーディション」獲得大獎，並成為雜誌專屬模特兒。
2014年，參加全日本國民的美少女比賽 。
2015年，10月31日雜誌「Pichilemon」發行12月號後停刊，鶴嶋乃愛等人一同從雜誌畢業。
2016年，在雜誌「Popteen」1月號作為常規模特兒登場，並在6月號升格為雜誌專屬模特兒。
2019年，在雜誌「Popteen」1月號中首次擔任封面，4月3日在灰姑娘節日Vol.6（シンデレラフェス Vol.6）中，接任女高中生取向的網路雜誌「EMMARY」第4代編集長。在9月播出的「假面騎士ZERO-ONE」中扮演社長飛電或人的AI秘書伊茲。
2020年，從Popteen雜誌9月號中畢業。

## 演出

### 電視劇
- 《假面騎士ZERO-ONE》（2019年9月1日－2020年8月30日，朝日電視台）－ 伊絲[6]&艾絲（アズ)
- 《村井之戀》（2022年4月5日－5月25日，TBS電視台）－ 西藤悠加[7][8]
- 《戀愛廢話》（2022年4月17日－6月19日，朝日放送電視台）－ 詰出麗華[9]

### 網絡劇
- 《Eighteen Color-18才、私の色。-》（2022年2月15日 - 3月7日，Beautylabo）－ はる[10][11]
- 《放學後堤防日誌》（2023年6月13日 - ，Lemino）－ 黑岩悠希[12]

### 電影
- 《假面騎士令和The First Generation》（2019年12月21日公開，東映）－ 伊絲[13]
- 《劇場版 假面騎士ZERO-ONE REAL×TIME》(2020年12月18日)－ 伊絲& 假面騎士ZERO-TWO（聲）/ 艾絲

### Original Video
- 《ZERO-ONE Others 假面騎士滅亡迅雷》（2021年) 艾絲（アズ) 飾
- 《ZERO-ONE Others 假面騎士Vulcan&Valkyrie》（2021年) 伊絲（イズ) 飾

### 遊戲
- 《假面騎士大亂鬥GANBARIZING（日语：仮面ライダーバトル ガンバライジング）》（2019年9月，街機）－ 伊絲

### 廣告
- LEBEN販賣 調理器具品牌「ののじ」（2015年）－ 代言人[14]

## 書籍

### 雜誌
- Pichilemon（日语：ピチレモン）（2013年－2015年12月號，學研）－ 專屬模特兒[15]
- Popteen（2016年1月號－2020年9月號，角川春樹事務所）－ 專屬模特兒[3]

### 单行本
- 恋と呼ばせて（2020年7月31日、角川春樹事務所）[16]

### 網路雜誌
- EMMARY（日语：EMMARY）編集長（2019年4月－）[5]

## 外部連結
- プロフィール （页面存档备份，存于） - オスカー電子カタログ
- 鶴嶋 乃愛的X（前Twitter）
- 鶴嶋乃愛的Instagram帳戶
- 鶴嶋乃愛 公式ブログ （页面存档备份，存于） - LINE OFFICIAL BLOG
- 鶴嶋乃愛プロフィール｜オスカープロモーション公式SNS・オーディション （页面存档备份，存于） - be amie